# Campionati europei di atletica leggera indoor 2011 - Salto con l'asta maschile
La gara si è svolta il 4 e il 5 marzo 2011.

## Podio
| #       | Atleta            | Nazionalità | Misura | Note                                                                               |
| ------- | ----------------- | ----------- | ------ | ---------------------------------------------------------------------------------- |
| Oro     | Renaud Lavillenie | Francia     | 6,03   | Miglior prestazione mondiale stagionale · Record nazionale · Record dei campionati |
| Argento | Jérôme Clavier    | Francia     | 5,76   |                                                                                    |
| Bronzo  | Malte Mohr        | Germania    | 5,71   |                                                                                    |

## Record
Prima di questa competizione, il record del mondo (RM), il record europeo (EU) ed il record dei campionati (RC) sono i seguenti:
| Record                | Prestazione | Atleta                                   | Data                                                      | Competizione                                                                                          |
| --------------------- | ----------- | ---------------------------------------- | --------------------------------------------------------- | --- |
| Record mondiale       | 6,15        | Serhij Bubka Ucraina                     | 21 febbraio 1993 Donec'k, Ucraina                         | |
| Record europeo        | 6,15        | Serhij Bubka Ucraina                     | 21 febbraio 1993 Donec'k, Ucraina                         | |
| Record dei campionati | 5,90        | Pëtr Bočkarëv Russia Igor' Pavlov Russia | 12 marzo 1994 Parigi, Francia 6 marzo 2005 Madrid, Spagna | Campionati europei di atletica leggera indoor 1994 Campionati europei di atletica leggera indoor 2005 |

## Risultati

### Qualificazioni
Si qualificano alla finale gli atleti che superano la misura di 5,75 (Q) oppure gli 8 migliori.
| Pos. | Nome                    | Nazione    | 5,00 | 5,20 | 5,40 | 5,55 | 5,65 | Misura | Note |
| ---- | ----------------------- | ---------- | ---- | ---- | ---- | ---- | ---- | ------ | ---- |
| 1    | Renaud Lavillenie       | Francia    | –    | –    | –    | o    | o    | 5,65   | q    |
| 1    | Tim Lobinger            | Germania   | –    | –    | o    | o    | o    | 5,65   | q    |
| 1    | Paweł Wojciechowski     | Polonia    | –    | –    | o    | o    | o    | 5,65   | q    |
| 4    | Jérôme Clavier          | Francia    | –    | –    | o    | xo   | o    | 5,65   | q    |
| 4    | Malte Mohr              | Germania   | –    | –    | o    | xo   | o    | 5,65   | q    |
| 6    | Igor' Pavlov            | Russia     | –    | –    | o    | xo   | xo   | 5,65   | q    |
| 7    | Konstantinos Filippidis | Grecia     | –    | o    | o    | xo   | xxo  | 5,65   | q    |
| 8    | Fabian Schulze          | Germania   | –    | –    | o    | o    | xxx  | 5,55   | q    |
| 9    | Maksym Mazuryk          | Ucraina    | –    | –    | xo   | o    | xxx  | 5,55   |      |
| 10   | Alhaji Jeng             | Svezia     | –    | o    | xxo  | o    | xxx  | 5,55   | =    |
| 11   | Damiel Dossévi          | Francia    | –    | –    | –    | xxo  | xxx  | 5,55   |      |
| 11   | Dmitrij Starodubcev     | Russia     | –    | –    | o    | xxo  | xxx  | 5,55   |      |
| 13   | Jere Bergius            | Finlandia  | –    | –    | xo   | xxx  |      | 5,40   |      |
| 13   | Claudio Michel Stecchi  | Italia     | –    | o    | xo   | xxx  |      | 5.40   |      |
| 15   | Giorgio Piantella       | Italia     | –    | xo   | xxo  | xxx  |      | 5,40   |      |
| 16   | Edi Maia                | Portogallo | xo   | o    | xxx  |      |      | 5,20   |      |
| –    | Giuseppe Gibilisco      | Italia     | –    | –    | –    | xxx  |      |        | NM   |

### Finale
| Pos. | Nome                    | Nazione  | 5,41 | 5,51 | 5,61 | 5,71 | 5,76 | 5,81 | 5,91 | 6,03 | 6,16 | Misura | Note                                                                               |
| ---- | ----------------------- | -------- | ---- | ---- | ---- | ---- | ---- | ---- | ---- | ---- | ---- | ------ | ---------------------------------------------------------------------------------- |
| 1    | Renaud Lavillenie       | Francia  | -    | -    | xo   | o    | -    | o    | xxo  | o    | xxx  | 6,03   | Miglior prestazione mondiale stagionale · Record nazionale · Record dei campionati |
| 2    | Jérôme Clavier          | Francia  | o    | -    | o    | o    | xo   | xxx  |      |      |      | 5,76   |                                                                                    |
| 3    | Malte Mohr              | Germania | -    | xo   | -    | xo   | -    | xxx  |      |      |      | 5,71   |                                                                                    |
| 4    | Paweł Wojciechowski     | Polonia  | -    | xxo  | -    | xo   | xxx  |      |      |      |      | 5,71   |                                                                                    |
| 5    | Konstantinos Filippidis | Grecia   | xo   | o    | o    | x-   | xx   |      |      |      |      | 5,61   |                                                                                    |
| 6    | Fabian Schulze          | Germania | -    | o    | xxx  |      |      |      |      |      |      | 5,51   |                                                                                    |
| 7    | Igor' Pavlov            | Russia   | -    | xo   | -    | xx-  | x    |      |      |      |      | 5,51   |                                                                                    |
| 8    | Tim Lobinger            | Germania | o    | -    | xxx  |      |      |      |      |      |      | 5,41   |                                                                                    |